# Gumly Gumly
Gumly Gumly är en del av en befolkad plats i Australien. Den ligger i kommunen Wagga Wagga och delstaten New South Wales, i den sydöstra delen av landet, omkring 370 kilometer väster om delstatshuvudstaden Sydney.
Närmaste större samhälle är Wagga Wagga, nära Gumly Gumly.
Trakten runt Gumly Gumly består till största delen av jordbruksmark. Runt Gumly Gumly är det glesbefolkat, med 12 invånare per kvadratkilometer. Genomsnittlig årsnederbörd är 716 millimeter. Den regnigaste månaden är mars, med i genomsnitt 99 mm nederbörd, och den torraste är oktober, med 32 mm nederbörd.